# Olulis megalopsis
Olulis megalopsis är en fjärilsart som beskrevs av George Francis Hampson 1926. Olulis megalopsis ingår i släktet Olulis och familjen nattflyn. Inga underarter finns listade i Catalogue of Life.